# Spathoglottis chrysodorus
Spathoglottis chrysodorus är en orkidéart som beskrevs av T.Green. Spathoglottis chrysodorus ingår i släktet Spathoglottis och familjen orkidéer. Inga underarter finns listade i Catalogue of Life.